# Jodelle Ferland

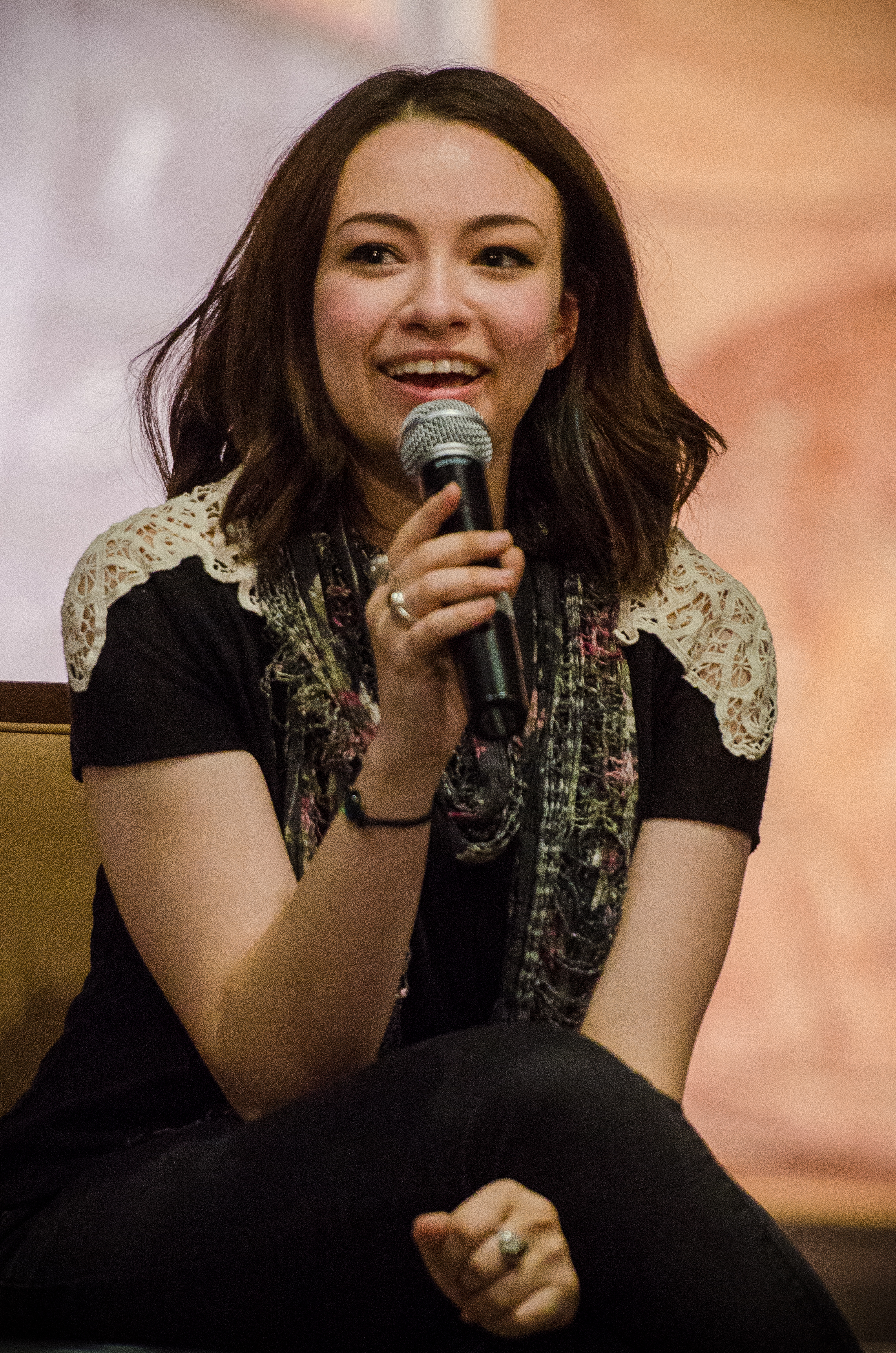
Jodelle Ferland (2016)

Jodelle Micah Ferland (ur. 9 października 1994 w Nanaimo) – kanadyjska aktorka, która wystąpiła m.in. w filmach Silent Hill i Saga „Zmierzch”: Zaćmienie oraz serialu Dark Matter.

## Filmografia

### Filmy
- Mała Syrenka 2: Powrót do morza (The Little Mermaid II: Return to the Sea, 2000) jako Cesi
- Linda McCartney Story (2000) jako Heather (lat 5-6)
- Special Delivery (2000) jako Samantha Beck
- Ocalony (Sole Survivor, 2000) jako Carpenter Nina
- W pułapce (Trapped, 2001) jako Heather
- Na dopingu (Deadly Little Secrets, 2001) jako Madison
- Poczta serc (Miracle of Cards, 2001) jako Annie
- Carrie (2002) jako Mała Carrie
- Oni (They, 2002) jako Sarah
- Too Cool for Christmas (2004) jako Alexa
- Kraina traw (Tideland[1], 2005) jako Jeliza-Rose[2]
- Silent Hill[1] (2006) jako Sharon / Alessa
- Tajemnica Hidden Lake (The Secret of Hidden Lake, 2006) jako młoda Maggie Dolan
- Historia Amber (Amber's Story, 2006) jako Nichole Timmons Taylor
- Seed: Skazany Na Śmierć (Seed, 2007) jako córka detektywa Bishopa
- Posłańcy (The Messengers, 2007) jako Michael Rollins
- Facet pełen uroku (Good Luck Chuck, 2007) jako Lila Carpenter
- Historia Hollis Woods (Pictures of Hollis Woods, 2007) jako Hollis Woods
- BloodRayne II: Deliverance (2007) jako Sally
- Kit Kittredge: Amerykańska dziewczyna (Kit Kittredge: An American Girl, 2008) jako Ruthie
- Céline (2008) jako młoda Celine
- Przypadek 39 (Case 39, 2009) jako Lillith Sullivans
- Wonderful World (2009) jako Sandra
- Captain Cook's Extraordinary Atlas (2009) jako Gwen Malloy
- Saga „Zmierzch”: Zaćmienie (Twilight Saga: Eclipse, 2010) jako Bree[1] Tanner
- Dziewczyńskie porachunki (Girls Fight, 2011) jako Haley
- Finn sam w domu: Świąteczny skok (2012) jako Alexis Baxter, starsza siostra Finna
- Człowiek z Cold Rock (The Tall Man[1], 2012) jako Jenny
- Dom w głębi lasu (Cabin in the Woods, 2012) jako Patience Buckner
- Midnight Stallion (2013) jako Megan Shephard
- Red (2014) jako Rowan
- A Warden's Ransom (2014) jako Kit
- The Unspoken[1] (2015) jako Rowan
- Grzech mojej córki (My Daughter’s Disgrace, 2016) jako Audrey (film TV)
- Neverknock (2017) jako Leah (film TV)
- The Office Games (2022) jako Tina

### Seriale
- Wydział do spraw specjalnych (Cold Squad, 1999) jako Hailey Hatch (gościnnie)
- Szkoła przetrwania (Higher Ground, 2000) jako Mała Juliette (gościnnie)
- Tajemnice Smallville (Smallville, 2001 jako Eve Dinsmore Emily (gościnnie)
- Łowcy koszmarów (Special Unit 2, 2001) jako (gościnnie)
- Samotni strzelcy (The Lone Gunmen)  (2001) jako Mała dziewczynka (gościnnie)
- Wolf Lake (2001) jako Lily Kelly
- Cień anioła (Dark Angel, 2001) jako Annabelle Anselmo (gościnnie)
- To niesamowite (So Weird, 2001) jako Maria (gościnnie)
- Trup jak ja (Dead Like Me, 2003) jako Kirsti (gościnnie)
- Szpital „Królestwo” (Kingdom Hospital[1], 2004) jako Mary Jensen
- Cyrograf (The Collector)  (2004) jako Diablica / Mała dziewczynka (gościnnie)
- Nie z tego świata (Supernatural, 2005, 2019) jako Merchant Melanie i Emily  (role gościnne)
- Gwiezdne wrota (Stargate SG-1, 2006) jako Adria w wieku 7 lat (gościnnie)
- Gwiezdne wrota: Atlantyda (Stargate: Atlantis, 2008) jako Harmony (gościnnie)
- R.L. Stine’s The Haunting Hour (2011; 2012) jako Alice; Sara (3 odc.)
- Motyw (2015) jako Sophie Glass (1 odc.)
- Dark Matter[1] (2015–2017) jako Piątka (w gł. obsadzie)
- Darken: Before the Dark (2018) jako Olive (w gł. obsadzie)
- The Order (2020) jako Zecchia (2 odc.)
- Aurora Teagarden Mysteries (2022) jako Tamara Dilger (1 odc.)